# Графон
Графон — навмисне перекручування орфографічної норми, що відбиває індивідуальні або діалектні відхилення від фонетичної норми.
Термін введений В. А. Кухаренко в «Практикумі по стилістиці іноземної мови». За своїм складом відрізняються графони, які реалізуються в складі слова, наприклад англ. cause замість because і ті, які реалізуються на стиках слів, наприклад англ. gonna замість going to. Первинна функція графонів — характерологічна: з їхньою допомогою в мові персонажа виділяються фонетичні особливості, які характеризують його як представника певного соціального середовища, носія певного діалекту або відображають його індивідуальні особливості. Вторинна функція графонів обумовлюється ідейно-естетичними позиціями автора і всім змістом твору.
Л. Л. Ємельянова трактує графон як «асоціативний стилістичний прийом фонологічного рівня, який реалізується шляхом порушення орфографічної норми». При такому трактуванні поняття графона за рамками дослідження залишається ряд явищ фонологічної порядку, не пов'язаних з соціально-регіональною стратифікацією мови, такі як дефекти вимови, дитяча мова, мова в стані афекту, іноземний акцент і так далі.
Російський дослідник А. П. Сковородников визначає графон як фігуру мови, що є стилістично значущим відхиленням від графічного стандарту та/або орфографічної норми. Таким чином до графонів неправомірно адресувати графічні засоби виділення слів і словосполучень, а саме — «незвичайні, але мотивовані стилістичним контекстом написання (накреслення) слів (різні шрифтові виділення, розрядка, дефісація, введення в основний текст сторонніх знаків, написання великої замість малої та інші графіко-орфографічні альтернативи), а також фігурне розташування тексту на площині аркуша».